# Suerdieck Charutos
Fábrica de charutos Suerdieck foi uma empresa de charutos e cigarrilhas instalada no Recôncavo baiano no final do século XIX, se tornando a principal atividade econômica da região e geração de emprego da época.

## História
Pisando em terra baiana no ano de 1888, o fundador da empresa registrada sob a razão social de A. Suerdieck, foi o súdito do Império Alemão nascido em Melle August Suerdieck. Ele veio para o interior baiano como empregado da firma alemã F. H. Ottens, que o enviou a Cruz das Almas a fim de fiscalizar o enfardamento de fumo.
Quatro anos depois, comprou da firma onde trabalhava o seu próprio armazém. Criou sua própria empresa em Cruz das Almas, como exportador e enfardador de fumo, dedicando-se também ao cultivo das matas de São Félix e Cruz das Almas. Em 1935, deu início a manufatura de charutos no município de Cruz das Almas. Nesse ano, possuía apenas 50 trabalhadores, mas 10 anos depois, esse número subiu para 500 empregados.

### Avanço dos negócios
As redes ferroviárias na Bahia promovem o nascimento de cidades, sua urbanização e progresso. Igualmente, as fábricas de charuto delimitam o florescimento do poderio econômico de cidades como Maragogipe que não fora contemplada com a ferrovia, mas foi elegida o maior parque charuteiro da América Latina. As ferrovias estiveram a serviço das fábricas de charutos transportando-os para os sertões e proximidades dos rios e mar navegáveis, rendendo grandes fortunas ao Recôncavo.
A qualidade do fumo Suerdieck permitiu que esta fábrica ficasse conhecida na Europa proporcionando grandes lucros. A vinda de Ferdinand Suerdieck para a Bahia, irmão de August, tornaria possível em 1899 a instalação do primeiro armazém e em 1905 se constrói a primeira fábrica Suerdieck em Maragogipe.
A segunda metade do século XX é marcada por momento complexo, como o apogeu de muitas fábricas e armazéns como a Suerdieck com instalações nas cidades de Maragogipe, Cachoeira e Cruz das Almas, entretanto, não duraria muito para acompanharmos a partir da década de 1990 o fechamento de algumas, inclusive a Suerdieck de Maragogipe que teve suas instalações transferidas para Cruz das Almas.

### Fim dos negócios
No ano 2000, a maior produtora de charutos e cigarrilhas do Brasil, a Suerdieck, instalada na Bahia havia mais de 100 anos, fechou sua última unidade na cidade de Cruz das Almas, dispensando os cem funcionários. Desde o início dos anos 90 a empresa vinha passando por dificuldades financeiras, acumulando um passivo bancário próximo dos R$ 20 milhões. Mesmo com a crise, a Suerdieck produziu no ano de 1999 cerca de cinco milhões de unidades, bem mais que a segunda maior charuteira baiana, a Menendez-Amerindo, que fabricou cerca de 3,5 milhões.
Os problemas da Suerdieck foram provocados por falta de capital de giro para financiar a lavoura de fumo. Isso levou ao fechamento da unidade da cidade de Maragogipe em 92. Mas a situação se agravou com os sucessivos prejuízos da Agro Comercial Fumageira, outra empresa do grupo (que chegou a empregar mais de cinco mil pessoas até o final dos anos 80) responsável pela produção do fumo usado na confecção dos charutos e cigarrilhas.